# Detarium senegalense
Cet article concerne Detarium senegalense J.F.Gmel.. Pour Detarium senegalense sensu auct., voir Detarium microcarpum.
Espèce
Synonymes
- Detarium heudelotianum Baill.[2]

Statut de conservation UICN

 LC  : Préoccupation mineure
Detarium senegalense est une espèce de plantes à fleurs de la famille des Fabaceae et de la tribu des Detarieae. C'est un arbre africain. Contrairement à la plupart des espèces de Fabacées, il produit des fruits sphériques. Il a pour noms vernaculaires ditax, ditakh, detar et « arbre à suif » (en anglais : tallow tree). Il est utilisé de plusieurs façons : il fournit des fruits comestibles, des ingrédients pour la médecine traditionnelle et un bois de qualité. Il pourrait donc contribuer à la sécurité alimentaire, à une agriculture durable et au développement rural. Comme le suggère son nom binominal, il est natif du Sénégal et d'autres pays d'Afrique de l'Ouest.

## Description
Detarium senegalese est un arbre pouvant atteindre 40 m de haut. Comme la plupart des espèces de la tribu des Detarieae, il a des branches épaisses irrégulièrement disposées. Le tronc des arbres adultes atteint typiquement 60 à 100 cm de diamètre. Son fruit est une drupe sphérique vert foncé contenant une pulpe fibreuse entourant une graine unique. Cette disposition est proche de celle des fruits du tamarinier, qui appartient lui aussi à la tribu des Detarieae. La saveur aigre-douce du fruit est appréciée et celui-ci se conserve bien sur les étals, grâce à sa peau épaisse et à sa pulpe sèche. Pour exploiter plus largement cet arbre en agriculture, il est cependant nécessaire de l'améliorer génétiquement : certains individus produisent par exemple des fruits toxiques et il n'existe pas de moyen de les distinguer de ceux dont les fruits sont comestibles.

## Biotope et conditions de culture
Les arbres du genre Detarium n'ont pas encore été systématiquement cultivés ou améliorés génétiquement ; ils restent actuellement confinés à leurs régions d'origine en Afrique de l'Ouest. Les fruits de Detarium senegalense ont été pour la première fois décrits en 1789 par Antoine-Laurent de Jussieu au Sénégal, sous le nom de « detar ». Ils jouent encore aujourd'hui un rôle important dans la cuisine et l'économie de ce pays. Sa production annuelle est d'environ 190 tonnes. Detarium senegalense pousse typiquement dans des forêts-galeries, dans la savane ou sur les berges des cours d'eau.
Detarium senegalense se propage grâce à ses graines, souvent transportées par les éléphants ou les chimpanzés qui consomment ses fruits. Ces graines germent entre 6 et 10 semaines après avoir été dispersées, mais leur taux de germination est naturellement bas. Bien qu'il s'agisse d'une légumineuse, cet arbre ne fixe pas des quantités significatives d'azote. Il possède deux phases de fructification. Il perd généralement ses feuilles au début du mois de mars et elles repoussent quelques semaines plus tard. La floraison se produit après le développement des jeunes feuilles. À mesure que le fruit mûrit, son goût devient plus sucré et il se charge en vitamine C. Il atteint son plein mûrissement entre août et novembre, selon la région. Ces arbres supportent bien la sécheresse et peuvent pousser dans des zones infertiles, dans la mesure où ils sont relativement insensibles à la nature du sol, à l'altitude, à la chaleur et à l'humidité. Leur bois présente une bonne résistance aux attaques des termites, des Platypodinae et des térébrants marins ; il est cependant sensible à celles des Bostrichidés du genre Lyctus.

## Consommation et usages

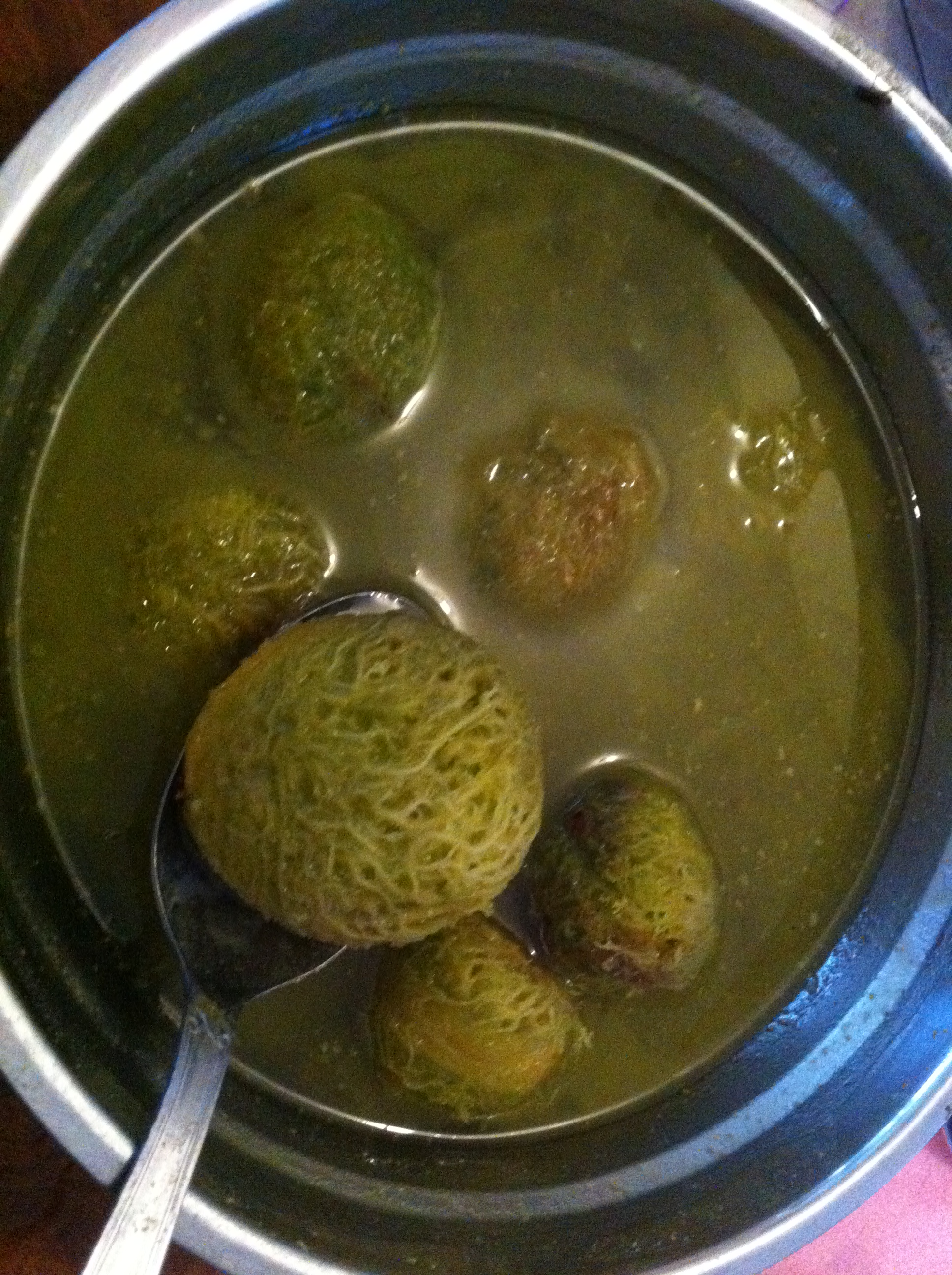
Infusion de fruits de ditakh.

De nombreuses parties de Detarium senegalense sont utilisées, principalement en médecine traditionnelle.
L'écorce est surtout utilisée en préparations pour l'expulsion du placenta après la naissance et le traitement de l'anémie, les blessures, les problèmes de peau, les bronchites, les pneumonies, les douleurs d'estomac et les problèmes digestifs, la tuberculose et les cas de pertes sanguines importantes.
Des décoctions de racines sont utilisées pour traiter le marasme nutritionnel, l'asthénie, les douleurs intestinales et les convulsions. Des mélanges de feuilles et de pousses ont été utilisés pour traiter la dysenterie, la conjonctivite, l'arthrite, les fractures et les furoncles.
Les graines ont été utilisées pour contrôler le niveau de glucose des diabétiques, pour le traitement des piqures de moustiques et comme antidote contre les flèches empoisonnées et les morsures de serpents.
La farine d'« ofo » produite à partir des graines est souvent utilisée pour épaissir les soupes. La pulpe du fruit est mangée directement, en sorbet, en jus, en confiture ou séchée comme des dattes. Le bois, surnommé « acajou africain », est caractérisé par sa teinte brun-rouge sombre. Il est lourd mais facile à travailler et résiste à l'humidité, aux intempéries et à des ravageurs comme les termites et autres térébrants. Il est apprécié pour la construction de bâtiments, de clôtures et de bateaux, mais aussi comme bois de chauffe, car il brûle facilement et proprement. Ces arbres sont souvent employés dans les programmes de reboisement dans les zones au sol dégradé, puisqu'ils poussent bien même sur des sols pauvres.
Bien qu'il existe peu d'information sur les nutriments du fruit de Detarium senegalense, celui-ci semble être nourrissant. 100 g de fruit mûr apportent 116 kcal et  contiennent 1,9 g de protéines, 0,4 g de lipides, 29,6 g de carbohydrates, 2,3 g de fibres, 27 mg de calcium, 48 mg de phosphates, 0,14 mg de thiamine et 0,05 mg de riboflavine, ainsi que 2,8 mg de fer, 0,6 mg de niacine et surtout  environ 1 200 mg de vitamine C. Si on le compare avec les apports quotidiens recommandés pour un adulte (au Canada), le fruit frais contient des quantités moyennes de thiamine et de fer, une quantité exceptionnelle de vitamine C et de plus petites quantités des autres vitamines et minéraux. La graine contient environ 12% de protéines et est riche en acides aminés essentiels lysine et tryptophane. La farine d'« ofo » faite à partir de ces graines est donc très nourrissante. Les feuilles ont une activité antivirale attestée contre plusieurs virus animaux et humains et l'écorce a des propriétés antibactériennes contre de nombreuses bactéries pathogènes, ce qui explique les propriétés médicinales de la plante.

## Informations pratiques
Des fruits comme le ditakh peuvent contribuer à l'amélioration des conditions de vie locale, dans la mesure où ils sont riches en nutriments, faciles à préparer et ont un goût communément apprécié. Leur stockage à environ 4 °C leur conserve leur qualité en limitant la perte de vitamine C. Lorsque le fruit s'abime, sa peau devient brun-jaune. Un tamis est utile pour séparer les débris et la graine de la pulpe, et un mortier permet de réduire celle-ci en purée. Les arbres qui produisent des fruits toxiques sont souvent identifiables par la présence de fruits intouchés à leur pied, alors que les animaux s'en emparent normalement très vite.
Le temps de multiplication peut être réduit par la greffe. Pour Detarium senegalense, la greffe apicale est la plus efficace, si elle est faite à la fin de la saison sèche. Il est aussi important d'essayer d'améliorer l'estime des populations pour les fruits sauvages, car leur consommation est traditionnellement mal considérée. Des conflits pour la possession des arbres peuvent aussi survenir si ceux-ci ne sont pas cultivés. Une solution potentielle est l'adoption de la « sylviculture de sauvegarde », où les populations locales bénéficient d'une part garantie des profits, ce qui les motive à préserver la ressource sauvage.